# Coenonympha norax
Coenonympha norax är en fjärilsart som beskrevs av Franco Andrea Bonelli 1824. Coenonympha norax ingår i släktet Coenonympha och familjen praktfjärilar. Inga underarter finns listade i Catalogue of Life.